# South Heights
South Heights es un borough ubicado en el condado de Beaver en el estado estadounidense de Pensilvania. En el año 2000 tenía una población de 542 habitantes y una densidad poblacional de 601 personas por km².

## Geografía
South Heights se encuentra ubicado en las coordenadas 40°34′29″N 80°14′10″O / 40.57472, -80.23611.

## Demografía
Según la Oficina del Censo en 2000 los ingresos medios por hogar en la localidad eran de $31,023 y los ingresos medios por familia eran $36,625. Los hombres tenían unos ingresos medios de $27,361 frente a los $21,719 para las mujeres. La renta per cápita para la localidad era de $16,440. Alrededor del 9.6% de la población estaba por debajo del umbral de pobreza.